# ماركو نيكوليتش (لاعب كرة قدم صربي)
ماركو نيكوليتش (9 يونيو 1989 في صربيا - ) هو لاعب كرة قدم صربي في مركز الوسط. شارك مع منتخب صربيا تحت 19 سنة لكرة القدم. أما مع النوادي، فقد لعب مع النجم الأحمر بلغراد ونابريداك كروشيفاتس وFK Sopot ‏ ونادي فودوفاك ‏ وFK Srem ‏ وValsta Syrianska IK ‏ وبيزانيا نوفي بلغراد ‏.

## وصلات خارجية
- ماركو نيكوليتش على موقع قاعدة بيانات كرة القدم.إي يو (الإنجليزية)
- ماركو نيكوليتش على موقع Soccerway.com (الإنجليزية)